# Draft 2020 de la NFL
2019 2021
La draft 2020 de la NFL est la 85e réunion annuelle des franchises de la National Football League (NFL). Celle-ci leur permet de recruter des joueurs universitaires éligibles et les faire jouer à un niveau professionnel.
Elle a lieu du 23 au 25 avril. Ce sont les Bengals de Cincinnati qui bénéficient du premier choix global ce qui ne leur était plus arrivé depuis la draft 2003.
La cérémonie était initialement prévue à Paradise dans le Nevada mais à la suite de la pandémie de Covid-19 aux États-Unis, la NFL décide finalement que la draft aura lieu de façon virtuelle et sans public, en visioconférence. De plus, tous les événements annexes à cette draft ont été annulés.

## Processus de candidature de la ville hôte
La ville hôte de cette draft devait être choisie parmi les cinq finalistes Denver, Kansas City, Las Vegas, Nashville et Cleveland / Canton en mai 2018 lors du NFL Spring League Meeting. Nashville est choisie pour accueillir la draft 2019. Cependant, le choix de la ville hôte pour 2020 est reportée. Après le retrait de Denver, invoquant des conflits d'horaire, Las Vegas est désignée comme hôte le 12 décembre 2018. La draft de 2020 organisée à Las Vegas coïncide avec l' arrivée des anciens Raiders d'Oakland à Las Vegas au cours de la même intersaison.
L'événement devait se dérouler à Paradise, ville non incorporée située dans le comté de Clark (Nevada), aux États-Unis, au sud-est de la ville de Las Vegas.

## Draft
La draft se compose de sept tours ayant, généralement, chacun 32 choix. L'ordre de sélection est décidé par le classement général des équipes durant la saison précédente, donc l'équipe ayant eu le moins de victoires va sélectionner en premier et ainsi de suite jusqu'au gagnant du Super Bowl. Les équipes peuvent échanger leurs choix de draft, ce qui fait en sorte que l'ordre peut changer.
Les équipes peuvent enfin se voir attribuer des choix compensatoires. Ces choix sont placés en fin de draft et peuvent être échangés comme tout autre choix depuis 2017. Les choix compensatoires sont remis aux équipes ayant perdu plus de joueurs (et de meilleure qualité) qu'ils en ont signés pendant la free agency. Mis en place en NFL en mars 1993, ce système règle les différents cas de joueurs free agent.

| Abréviation des positions en football américain | Abréviation des positions en football américain | Abréviation des positions en football américain | Abréviation des positions en football américain | Abréviation des positions en football américain    | Abréviation des positions en football américain    | Abréviation des positions en football américain    | Abréviation des positions en football américain    | Abréviation des positions en football américain    | Abréviation des positions en football américain | Abréviation des positions en football américain |                                     |
| ----------------------------------------------- | ----------------------------------------------- | ----------------------------------------------- | ----------------------------------------------- | -------------------------------------------------- | -------------------------------------------------- | -------------------------------------------------- | -------------------------------------------------- | -------------------------------------------------- | ----------------------------------------------- | ----------------------------------------------- | ----------------------------------- |
| C                                               | Center                                          |                                                 | CB                                              | Cornerback                                         |                                                    | DB                                                 | Defensive back                                     |                                                    | DE                                              | Defensive end                                   |                                     |
| DL                                              | Defensive lineman                               | DT                                              | Defensive tackle                                | FB                                                 | Fullback                                           | FS                                                 | Free safety                                        |                                                    |                                                 |                                                 |                                     |
| G                                               | Guard                                           | HB                                              | Halfback                                        | K                                                  | Kicker                                             | KR                                                 | Kick returner                                      |                                                    |                                                 |                                                 |                                     |
| LB                                              | Linebacker                                      | LS                                              | Long snapper                                    | OT                                                 | Offensive tackle                                   | OL                                                 | Offensive lineman                                  |                                                    |                                                 |                                                 |                                     |
| NT                                              | Nose tackle                                     | P                                               | Punter                                          | PR                                                 | Punt returner                                      | QB                                                 | Quarterback                                        |                                                    |                                                 |                                                 |                                     |
| RB                                              | Running back                                    | S                                               | Safety                                          | SS                                                 | Strong safety                                      | TB                                                 | Tailback                                           |                                                    |                                                 |                                                 |                                     |
| TE                                              | Tight end                                       | WR                                              | Wide receiver                                   | Article détaillé : Position (football américain) . | Article détaillé : Position (football américain) . | Article détaillé : Position (football américain) . | Article détaillé : Position (football américain) . | Article détaillé : Position (football américain) . |                                                 |                                                 |                                     |
| Légende                                         |                                                 |                                                 |                                                 |                                                    |                                                    |                                                    |                                                    |                                                    |                                                 |                                                 |                                     |
| °                                               | Intronisé au Pro Football Hall of fame          | Intronisé au Pro Football Hall of fame          | Intronisé au Pro Football Hall of fame          | Intronisé au Pro Football Hall of fame             |                                                    | †                                                  | Joueur sélectionné pour le Pro Bowl                | Joueur sélectionné pour le Pro Bowl                | Joueur sélectionné pour le Pro Bowl             | Joueur sélectionné pour le Pro Bowl             | Joueur sélectionné pour le Pro Bowl |

### 1ertour
| Choix | Équipe NFL                    | Joueur                | Position | Université     | Notes                       |
| ----- | ----------------------------- | --------------------- | -------- | -------------- | --------------------------- |
| 1     | Bengals de Cincinnati         | Joe Burrow †          | QB       | LSU            |                             |
| 2     | Redskins de Washington        | Chase Young †         | DE       | Ohio State     |                             |
| 3     | Lions de Détroit              | Jeff Okudah           | CB       | Ohio State     |                             |
| 4     | Giants de New York            | Andrew Thomas         | OT       | Georgia        |                             |
| 5     | Dolphins de Miami             | Tua Tagovailoa †      | QB       | Alabama        |                             |
| 6     | Chargers de Los Angeles       | Justin Herbert †      | QB       | Oregon         |                             |
| 7     | Panthers de la Caroline       | Derrick Brown †       | DT       | Auburn         |                             |
| 8     | Cardinals de l'Arizona        | Isaiah Simmons        | LB       | Clemson        |                             |
| 9     | Jaguars de Jacksonville       | C. J. Henderson       | CB       | Florida        |                             |
| 10    | Browns de Cleveland           | Jedrick Wills         | OT       | Alabama        |                             |
| 11    | Jets de New York              | Mekhi Becton          | OT       | Louisville     |                             |
| 12    | Raiders de Las Vegas          | Henry Ruggs           | WR       | Alabama        |                             |
| 13    | Buccaneers de Tampa Bay       | Tristan Wirfs †       | OT       | Iowa           | Colts → 49ers → Buccaneers  |
| 14    | 49ers de San Francisco        | Javon Kinlaw          | DT       | South Carolina | Buccaneers → 49ers          |
| 15    | Broncos de Denver             | Jerry Jeudy †         | WR       | Alabama        |                             |
| 16    | Falcons d'Atlanta             | A. J. Terrell         | CB       | Clemson        |                             |
| 17    | Cowboys de Dallas             | CeeDee Lamb †         | WR       | Oklahoma       |                             |
| 18    | Dolphins de Miami             | Austin Jackson        | OT       | USC            | Steelers → Dolphins         |
| 19    | Raiders de Las Vegas          | Damon Arnette         | CB       | Ohio State     | Bears → Raiders             |
| 20    | Jaguars de Jacksonville       | K'Lavon Chaisson      | LB       | LSU            | Rams → Jaguars              |
| 21    | Eagles de Philadelphie        | Jalen Reagor          | WR       | TCU            |                             |
| 22    | Vikings du Minnesota          | Justin Jefferson †    | WR       | LSU            | Bills → Vikings             |
| 23    | Chargers de Los Angeles       | Kenneth Murray        | LB       | Oklahoma       | Patriots → Chargers         |
| 24    | Saints de La Nouvelle-Orléans | Cesar Ruiz            | C        | Michigan       |                             |
| 25    | 49ers de San Francisco        | Brandon Aiyuk         | WR       | Arizona State  | Vikings → 49ers             |
| 26    | Packers de Green Bay          | Jordan Love           | QB       | Utah State     | Texans → Dolphins → Packers |
| 27    | Seahawks de Seattle           | Jordyn Brooks         | LB       | Texas Tech     |                             |
| 28    | Ravens de Baltimore           | Patrick Queen †       | LB       | LSU            |                             |
| 29    | Titans du Tennessee           | Isaiah Wilson         | OT       | Georgia        |                             |
| 30    | Dolphins de Miami             | Noah Igbinoghene      | CB       | Auburn         | Packers → Dolphins          |
| 31    | Vikings du Minnesota          | Jeff Gladney          | CB       | TCU            | 49ers → Vikings             |
| 32    | Chiefs de Kansas City         | Clyde Edwards-Helaire | RB       | LSU            |                             |

1. ↑  13e choix : plusieurs échanges
Indianapolis → San Francisco (PD) Indianapolis échange son 1er tour (13e) à San Francisco contre le DT DeForest Buckner.

San Francisco → Tampa Bay (D) San Francisco échange ses 1er 7e tours (13e et 245e) à Tampa Bay contre ses 1er et 4e tours (14e et 117e).
2. ↑  14e choix : Tampa Bay→ San Francisco (D) Voir le 13e choix.
3. ↑  18e choix : Pittsburg → Miami (PD) Pittsburg échange ses 1er et 5e tours ainsi que son 6e tour 2021 à Miami contre le S Minkah Fitzpatrick et son 4e tour.
4. ↑  19e choix : Chicago→ Las Vegas (PD) Chicago échange ses 1er et 3e tours ainsi que ses 1er et 6e tours de 2019 à Las Vegas contre le LB Khalil Mack ainsi qu'un 2e et 7e tours.
5. ↑  20e choix : Los Angeles → Jacksonville (PD) Los Angeles échange son 1er tour ainsi que ses 1er et 4e tours 2021 à Jacksonville contre le CB Jalen Ramsey.
6. ↑  22e choix : Buffalo→ Minnesota (PD) Buffalo échange ses 1er, 5e et 6e tours ainsi que son 4e tour 2021 au Minnesota contre le WR Stefon Diggs et son 7e tour.
7. ↑  23e choix : Nouvelle-Angleterre → Los Angeles (D) Nouvelle-Angleterre échange son 1er tour (23e) à Los Angeles contre ses 2e et 3e tours (37e et 71e).
8. ↑  25e choix : Minnesota → San Francisco (D) Minnesota échange son 1er tour (25e) à San Francisco contre ses 1er, 4e et 5e tours (31e, 117e et 176e).
9. ↑  26e choix : plusieurs échanges 

 Houston → Miami (PD) Houston échange son 1er tour ainsi que ses 1er et 2e tours 2021 avec le OT Julién Davenport (en) et le DB Johnson Bademosi (en) à Miami contre le WR Kenny Stills et le OT Laremy Tunsil ainsi que son 4e tour avec son 6e tour 2021.

 Miami → Green Bay (D) Miami échange son 1er tour (26e) à Green Bay en échange de ses 1er et 4e tours.
10. ↑  30e choix : Green Bay→ Miami (D) Voir le 26e choix Miami → Green Bay.
11. ↑  31e choix : San Francisco → Minnesota (D) Voir le 25e choix Minnesota → San Francisco.

2e tour
| Choix | Équipe NFL                         | Joueur                 | Position | Université        | Notes |
| ----- | ---------------------------------- | ---------------------- | -------- | ----------------- | ----- |
| 33    | Bengals de Cincinnati              | Tee Higgins            | WR       | Clemson           |       |
| 34    | Colts d'Indianapolis               | Michael Pittman Jr.    | WR       | USC               |       |
| 35    | Lions de Détroit                   | D'Andre Swift †        | RB       | Georgia           |       |
| 36    | Giants de New York                 | Xavier McKinney †      | S        | Alabama           |       |
| 37    | Patriots de la Nouvelle-Angleterre | Kyle Dugger            | S        | Lenoir-Rhyne      |       |
| 38    | Panthers de la Caroline            | Yetur Gross-Matos (en) | DE       | Penn State        |       |
| 39    | Dolphins de Miami                  | Robert Hunt †          | G        | Louisiana         |       |
| 40    | Texans de Houston                  | Ross Blacklock         | DT       | TCU               |       |
| 41    | Colts d'Indianapolis               | Jonathan Taylor †      | RB       | Wisconsin         |       |
| 42    | Jaguars de Jacksonville            | Laviska Shenault (en)  | WR       | Colorado          |       |
| 43    | Bears de Chicago                   | Cole Kmet              | TE       | Notre Dame        |       |
| 44    | Browns de Cleveland                | Grant Delpit (en)      | S        | LSU               |       |
| 45    | Buccaneers de Tampa Bay            | Antoine Winfield Jr. † | S        | Minnesota         |       |
| 46    | Broncos de Denver                  | K. J. Hamler (en)      | WR       | Penn State        |       |
| 47    | Falcons d'Atlanta                  | Marlon Davidson (en)   | DE       | Auburn            |       |
| 48    | Seahawks de Seattle                | Darrell Taylor (en)    | DE       | Tennessee         |       |
| 49    | Steelers de Pittsburgh             | Chase Claypool         | WR       | Notre Dame        |       |
| 50    | Bears de Chicago                   | Jaylon Johnson †       | CB       | Utah              |       |
| 51    | Cowboys de Dallas                  | Trevon Diggs †         | CB       | Alabama           |       |
| 52    | Rams de Los Angeles                | Cam Akers              | RB       | Florida State     |       |
| 53    | Eagles de Philadelphie             | Jalen Hurts †          | QB       | Oklahoma          |       |
| 54    | Bills de Buffalo                   | A. J. Epenesa (en)     | DE       | Iowa              |       |
| 55    | Ravens de Baltimore                | J. K. Dobbins          | RB       | Ohio State        |       |
| 56    | Dolphins de Miami                  | Raekwon Davis (en)     | DT       | Alabama           |       |
| 57    | Rams de Los Angeles                | Van Jefferson          | WR       | Florida           |       |
| 58    | Vikings du Minnesota               | Ezra Cleveland (en)    | OT       | Boise State       |       |
| 59    | Jets de New York                   | Denzel Mims (en)       | WR       | Baylor            |       |
| 60    | Patriots de la Nouvelle-Angleterre | Josh Uche (en)         | OLB      | Michigan          |       |
| 61    | Titans du Tennessee                | Kristian Fulton        | CB       | LSU               |       |
| 62    | Packers de Green Bay               | A. J. Dillon           | RB       | Boston College    |       |
| 63    | Chiefs de Kansas City              | Willie Gay             | ILB      | Mississippi State |       |
| 64    | Panthers de la Caroline            | Jeremy Chinn (en)      | S        | Southern Illinois |       |

## Joueurs notables sélectionnés dans les tours suivants
| Choix | Équipe                        | Joueur              | Pos | Université                 | Notes |
| ----- | ----------------------------- | ------------------- | --- | -------------------------- | ----- |
| 71    | Ravens de Baltimore           | Nnamdi Madubuike †  | DT  | Aggies de Texas A&M        |       |
| 74    | Saints de La Nouvelle-Orléans | Zack Baun †         | LB  | Badgers du Wisconsin       |       |
| 75    | Lions de Détroit              | Jonah Jackson †     | G   | Buckeyes d'Ohio State      |       |
| 90    | Texans de Houston             | Jonathan Greenard † | LB  | Gators de la Floride       |       |
| 92    | Ravens de Baltimore           | Devin Duvernay †    | WR  | Longhorns du Texas         |       |
| 138   | Chiefs de Kansas City         | L'Jarius Sneed      | S   | Bulldogs de Louisiana Tech |       |
| 146   | Cowboys de Dallas             | Tyler Biadasz †     | C   | Badgers du Wisconsin       |       |
| ND    | Chiefs de Kansas City         | Tommy Townsend †    | P   | Gators de la Floride       |       |
| ND    | Ravens de Baltimore           | Tyler Huntley †     | QB  | Utes de l'Utah             |       |
| ND    | Jaguars de Jacksonville       | Ross Matiscik †     | LS  | Bears de Baylor            |       |

## Échanges
Dans les explications ci-dessous, (PD) indique les transactions terminées avant le début de l'a draft (c.-à-d. Pre Draft), tandis que (D) désigne les transactions qui ont eu lieu lors de la draft 2020.

### 1ertour
- Chicago → Las Vegas (PD). Chicago a échangé ses sélections de premier et de troisième tours ainsi que des sélections de premier et de sixième tours de 2019 à Oakland (qui deviendra Las Vegas lors de la draft) en échange du defensive end des Raiders Khalil Mack, une sélection de deuxième tour et une sélection conditionnelle de cinquième tour (condition inconnue)[trade 1].
- Houston → Miami (PD). Houston a échangé sa sélection de premier tour, ses sélections de premier et deuxième tours de 2021 ainsi que l'offensive tackle Julién Davenport et le defensive back Johnson Bademosi à Miami en échange du wide receiver Kenny Stills, du offensive tackle Laremy Tunsil et des sélections de quatrième et sixième tours[trade 2].
- Los Angeles Rams → Jacksonville (PD). Les Rams de Los Angeles ont échangé leur sélection de premier tour ainsi que leurs sélections de premier et quatrième tours de 2021 à Jacksonville en échange du cornerback Jalen Ramsey [trade 3].
- Pittsburgh → Miami (PD). Pittsburgh a échangé leurs sélections de premier et cinquième tours en 2020 et une sélection de sixième tour en 2021 à Miami en échange du safety Minkah Fitzpatrick et une sélection de quatrième tour[trade 4].

### 2etour
- Kansas City → Seattle (PD). Kansas City a échangé une sélection de deuxième tour et ses sélections de premier et troisième tours de 2019 à Seattle en échange d'une sélection de troisième tour et du defensive end Frank Clark en 2019[trade 5]. Seattle recevra la dernière entre la sélection originale de Kansas City ou la sélection que Kansas City a acquise de San Francisco (voir ci-dessous).
- Las Vegas → Chicago (PD). Voir 1er tour : Chicago → Las Vegas[trade 1].
- Nouvelle-Orléans → Miami (PD). La Nouvelle-Orléans a échangé une sélection de deuxième tour à Miami en échange d'une sélection de deuxième tour en 2019[trade 6].
- San Francisco → Kansas City (PD). San Francisco a échangé sa sélection de deuxième tour à Kansas City en échange du defensive end/outside linebacker Dee Ford[trade 7].
- Washington → Indianapolis (PD). Washington a échangé une sélection de deuxième tour et une sélection de deuxième tour 2019 à Indianapolis en échange d'une sélection de premier tour 2019.
- Nouvelle-Angleterre → Atlanta (PD). La Nouvelle-Angleterre a échangé une sélection de deuxième tour à Atlanta en échange du wide receiver Mohamed Sanu

### 3etour
- Chicago → Las Vegas (PD). Voir 1er tour : Chicago → Las Vegas[trade 1].
- Houston → Cleveland (PD). Houston a échangé un choix de troisième tour à Cleveland en échange du running back Duke Johnson. C'était à l'origine un choix de quatrième tour, mais il est devenu un choix de troisième tour parce que Johnson était dans l'effectif actif de Houston pendant au moins dix matchs en 2019[trade 8].
- Pittsburgh → Denver (PD). Pittsburgh a échangé une sélection de troisième tour ainsi que des sélections de premier et deuxième tours de 2019 à Denver en échange de la sélection de premier tour de Denver en 2019[trade 6].
- San Francisco → Denver (PD). San Francisco a échangé ses sélections de troisième et quatrième tours à Denver en échange du wide receiver Emmanuel Sanders et de la sélection de cinquième tour de Denver[trade 9].
- Seattle → Houston (PD). Seattle a échangé une sélection de troisième tour, ainsi que les outside linebackers Jacob Martin et Barkevious Mingo à Houston en échange du defensive end Jadeveon Clowney[trade 10].
- Houston → Las Vegas (PD). Houston a échangé la sélection de troisième tour de Seattle à Las Vegas en échange du cornerback Gareon Conley[trade 11].
- Giants de New York → Jets de New York (PD). Les Giants ont échangé leur sélection de troisième tour et une sélection de cinquième tour en 2021 aux Jets en échange de l'ailier défensif Leonard Williams[trade 12].

### 4etour
- Nouvelle-Angleterre → Chicago (PD). La Nouvelle-Angleterre a échangé une sélection de quatrième tour ainsi que des sélections de troisième et sixième tours de 2019 à Chicago en échange des sélections de troisième et cinquième tours de 2019 à Chicago[trade 6].
- Miami → Houston (PD). Voir 1er tour : Houston → Miami[trade 2].
- Miami → Pittsburgh (PD). Voir1er tour : Pittsburgh → Miami.
- Tennessee → Miami (PD). Tennessee a échangé une sélection de quatrième tour ainsi qu'une sélection de septième tour 2019 à Miami en échange d'une sélection de sixième tour et du quarterback Ryan Tannehill[trade 13].
- San Francisco → Denver (PD). Voir 3e tour : San Francisco → Denver[trade 9].

### 5etour
- Cleveland → Buffalo (PD). Cleveland a échangé sa sélection de cinquième tour et de sixième tour en 2020 contre Buffalo en échange de Guard Wyatt Teller et d'un choix de septième tour en 2021 [trade 14]
- Denver → San Francisco (PD). Voir 3e tour : San Francisco → Denver[trade 9].
- Jacksonville → Pittsburgh (PD). Jacksonville a échangé sa sélection de cinquième tour à Pittsburgh en échange du quaterback Joshua Dobbs[trade 15].
- Los Angeles Rams → Jacksonville (PD). Les Rams de Los Angeles ont échangé leur sélection de cinquième tour ainsi que leur sélection de troisième tour de 2019 à Jacksonville en échange du defensive end Dante Fowler[trade 3]
- Miami → Arizona (PD). Miami a échangé une sélection de cinquième tour en 2020 ainsi qu'une sélection de 2e tour en 2019 à Arizona en échange du quaterback Josh Rosen[trade 16].
- Minnesota → Baltimore (PD). Le Minnesota a échangé sa sélection de cinquième tour à Baltimore en échange du placekicker Kaare Vedvik [trade 17]
- Nouvelle-Angleterre → Philadelphie (PD). La Nouvelle-Angleterre a échangé une sélection de cinquième tour à Philadelphie en échange d'une sélection de septième tour et du defensive lineman Michael Bennett[trade 18].
- Pittsburgh → Miami (PD). Voir 1er tour : Pittsburgh → Miami.

### 6etour
- Arizona → Cleveland (PD). Arizona a échangé une sélection de sixième tour à Cleveland en échange du cornerback Jamar Taylor[trade 19].
- Atlanta → Philadelphie (PD). Atlanta a échangé une sélection de sixième tour et le linebacker Duke Riley à Philadelphie en échange du safety Johnathan Cyprien et une sélection de septième tour[trade 20].
- Cleveland → Buffalo (PD. Voir 5e tour : Cleveland → Buffalo
- Dallas → Miami (PD). Dallas a échangé une sélection de sixième tour à Miami en échange du defensive end Robert Quinn[trade 21].
- Denver → Nouvelle-Angleterre (PD). Denver a échangé sa sélection de sixième tour contre la Nouvelle-Angleterre en échange du cornerback Duke Dawson et de la sélection de septième tour de la Nouvelle-Angleterre[trade 22].
- Houston → Nouvelle-Angleterre (PD). Houston a troqué ce choix pour Keion Crossen.
- Kansas City → Jets de New York (PD). Kansas City a échangé une sélection de sixième tour contre les Jets de New York en échange du linebacker Darron Lee[trade 23].
- Nouvelle-Angleterre → Buffalo (PD). Racheté aux Patriots pour Russell Bodine.
- Jets de New York → Indianapolis (PD). Les Jets de New York ont échangé leur deuxième sélection de sixième tour à Indianapolis en échange du cornerback Nate Hairston[trade 24].
- Seattle → Jacksonville (PD). Seattle a échangé une sélection de sixième tour à Jacksonville en échange d'une sélection de septième tour en 2019[trade 6].
- Washington → Denver (PD). Washington a échangé une sélection de sixième tour à Denver en échange d'une sélection de septième tour et du quaterback Case Keenum[trade 25].

### 7etour
- Baltimore → Green Bay (PD). Baltimore a échangé une sélection de septième tour à Green Bay en échange du running back Ty Montgomery[trade 26].
- Buffalo → Cleveland (PD). Buffalo a échangé une sélection de septième tour à Cleveland en échange du wide receiver Corey Coleman[trade 27].
- Denver → Washington (PD). Voir 6e tour : Washington → Denver.
- Détroit → San Francisco (PD). Détroit a échangé une sélection conditionnelle de septième tour à San Francisco en échange du linebacker Eli Harold[trade 28].
- Green Bay → Giants de New York (PD). Green Bay a échangé des choix de septième tour avec les Giants de New York en échange du linebacker BJ Goodson[trade 29].
- Kansas City → Miami (PD). Kansas City a échangé une sélection de septième tour à Miami en échange du safety Jordan Lucas[trade 30].
- Miami → Minnesota (PD). Miami a échangé une sélection de septième tour à Minnesota en échange de l' offensive guard Danny Isidora[trade 31].
- Nouvelle-Angleterre → Denver (PD). Voir 6e tour : Denver → New England.
- La Nouvelle-Orléans → New York Giants (PD). La Nouvelle-Orléans a échangé une sélection de septième tour ainsi qu'une sélection de quatrième tour en 2019 aux Giants de New York en échange du cornerback Eli Apple[trade 32].
- Géants de New York → Green Bay (PD). Voir 7e tour : Green Bay → New York Giants.
- Jets de New York → Baltimore (PD). Les Jets de New York ont échangé une sélection conditionnelle de septième tour à Baltimore en échange du guard Alex Lewis[trade 33].
- Philadelphie → Atlanta (PD). Voir 6e tour : Atlanta → Philadelphie.
- Philadelphie → Nouvelle-Angleterre (PD). Voir 5e tour : Nouvelle-Angleterre → Philadelphie.
- Tampa Bay → Philadelphie (PD). Tampa Bay a échangé une sélection de septième tour ainsi que le wide receiver DeSean Jackson à Philadelphie en échange de la sélection de Philadelphie du sixième tour en 2019[trade 34].
- Tennessee → Green Bay (PD). Le Tennessee a échangé une sélection de septième tour à Green Bay en échange du outside linebacker Reggie Gilbert[trade 35].

### Non résolu
- Miami → Indianapolis (PD). Miami a échangé un choix de draft 2020 non divulgué aux Colts d'Indianapolis en échange d'un choix de draft conditionnel non dévoilé de 2020 et du center/guard Evan Boehm[trade 36].
- Nouvelle-Angleterre → Baltimore (PD). La Nouvelle-Angleterre a échangé une sélection 2020 non encore divulguée à Baltimore en échange du joueur de ligne offensive Jermaine Eluemunor[trade 37].
- Philadelphie → Chicago (PD). Philadelphie a échangé une sélection conditionnelle de cinquième ou sixième tour à Chicago en échange du running back Jordan Howard[trade 38].
- Arizona → Miami (PD). L'Arizona a échangé une sélection de sélection conditionnelle de cinquième ou sixième ronde de la NFL 2020 à Miami en échange du running back Kenyan Drake[trade 39].

## Choix perdus
Les Arizona Cardinals perdront leur choix de cinquième tour en 2020 après avoir sélectionné le safety Jalen Thompson dans la draft supplémentaire de 2019.